# Marián Masný
Marián Masný (* 13. srpna 1950, Rybany, Československo) je bývalý československý fotbalista slovenské národnosti hrající především na pozici útočníka. Pochází ze 4 bratrů a 2 sester, fotbalu se věnovali 3 bratři, nejstarší Theodor hrál pouze za Iskru Chynorany, známý je jeho starší bratr Vojtech Masný. Po svém bratrovi Vojtechovi zdědil přezdívku Béla. Marián Masný má dva syny – Mariána a Michala, kteří se také věnovali fotbalu.

## Klubová kariéra
Jeho kariéra je spjata se Slovanem Bratislava, kde působil v letech 1971–1983. Během vojenské služby hrál za Duklu Banská Bystrica.V době svých začátků na bratislavském Tehelném poli bojoval o místo v základní sestavě s Ladislavem Móderem. Později vytvořil útočné duo s Jánem Švehlíkem. Se Slovanem Bratislava získal v letech 1974 a 1975 československý mistrovský titul. V roce 1974 a 1982 vyhrál Slovenský i Československý pohár. V roce 1983 odešel hrát do rakouského Neusiedler am See. Z důvodu zranění kolena se vrátil na Slovensko. Svoji ligovou kariéru ukončil v Petržalce. Následně ještě hrál v Rakousku v nižších soutěžích za SC Neusiedl a Mönchhof. V československé lize nastoupil v 345 zápasech, vstřelil 103 ligových gólů. Do Klubu ligových kanonýrů vstoupil dne 4. listopadu 1984.

## Ligová bilance
| Ročník                                      | Zápasy | Góly | Klub                    |
| ------------------------------------------- | ------ | ---- | ----------------------- |
| 1. československá fotbalová liga 1971/72    | 29     | 7    | Slovan Bratislava       |
| 1. československá fotbalová liga 1972/73    | 21     | 2    | Slovan Bratislava       |
| 1. československá fotbalová liga 1973/74    | 30     | 8    | Slovan Bratislava       |
| 1. československá fotbalová liga 1974/75    | 30     | 13   | Slovan Bratislava       |
| 1. československá fotbalová liga 1975/76    | 29     | 7    | Slovan Bratislava       |
| 1. československá fotbalová liga 1976/77    | 29     | 5    | Slovan Bratislava       |
| 1. československá fotbalová liga 1977/78    | 30     | 7    | Slovan Bratislava       |
| 1. československá fotbalová liga 1978/79    | 30     | 8    | Slovan Bratislava       |
| 1. československá fotbalová liga 1979/80    | 29     | 8    | Slovan Bratislava       |
| 1. československá fotbalová liga 1980/81    | 30     | 16   | Slovan Bratislava       |
| 1. československá fotbalová liga 1981/82    | 18     | 10   | Slovan Bratislava       |
| 1. československá fotbalová liga 1982/83    | 11     | 6    | Slovan Bratislava       |
| Rakouská fotbalová Bundesliga 1982/83       | 9      | 0    | SC Neusiedl am See 1919 |
| 1. slovenská národní fotbalová liga 1983/84 | 22     | 9    | ZŤS Petržalka           |
| 1. československá fotbalová liga 1984/85    | 27     | 6    | ZŤS Petržalka           |
| CELKEM 1. liga                              | 354    | 103  |                         |

## Reprezentační kariéra
V reprezentačním dresu debutoval 25. září 1974 proti tehdejší NDR. První reprezentační gól vstřelil již ve svém druhém zápase za národní tým 13. října 1974 v zápase proti Švédsku. Na Mistrovství Evropy 1976 v Jugoslávii byl oporou československého mužstva. Zažil zde vrchol své sportovní kariéry, když se stal Mistrem Evropy. Na mistrovství Evropy získal bronz o 4 roky později na ME 1980 v Itálii. Na obou mistrovstvích se zúčastnil penaltových rozstřelů a vždy zde byl úspěšný.
Zúčastnil se také MS 1982 konaného ve Španělsku, kde národní tým skončil již v základní skupině. Toto vystoupení bylo fotbalovými funkcionáři hodnoceno jako neúspěch, proto všichni hráči v danou chvíli dostali zákaz odejít hrát do zahraničí. Marián Masný tak přišel o možnost hrát PMEZ za Olympiakos Pireus FC, který mu nabízel lukrativní smlouvu. Na tomto MS ukončil reprezentační kariéru.
Za Československu reprezentaci odehrál nejvíce zápasů ze všech hráčů Slovanu Bratislava, celkem 75, vstřelil v nich 18 gólů.

## Úspěchy
- mistr Evropy 1976 v jugoslávském Bělehradu
- 3. místo na Mistrovství Evropy 1980 v Itálii
- účastník Mistrovství světa 1982 ve Španělsku
- mistr Československa 1974 a 1975
- vítěz Československého poháru 1974, 1982
- vítěz Slovenského poháru 1974, 1976, 1982
- anketa Zlatý míč (také známa jako Nejlepší evropský fotbalista roku) za rok 1976 – 9. místo
- člen All-Stars Mistrovství Evropy 1976
- člen Klubu ligových kanonýrů
- nejlepší střelec ligy 1980/81
- 8. v anketě "Fotbalista století na Slovensku"